# 77 West Wacker Drive
Il 77 West Wacker Drive, detto anche Donnelley Building, è un grattacielo situato a Chicago. 

## Caratteristiche
La sua costruzione è stata ultimata nel 1992; l'edificio è alto 204 metri con la base che si estende per 89.152 metri quadrati. Pur avendo 49 piani, si salta il piano numero 49 in modo da poter definire cinquantesimo piano quello più alto. Era precedentemente conosciuto come RR Donnelley Building quando la Casa Editrice RR Donnelley era il principale affittuario. Comunque, RR Donnelley trasferì la propria sede nel maggio del 2005 e adesso il nome con cui l'edificio è noto corrisponde al suo indirizzo.
Nella parte esterna della torre, progettata dall'architetto Ricardo Bofill, compaiono pilastri in granito portoghese bianco e vetri argentati riflettenti con colonnine di acciaio inossidabile. Di notte, 540 lampade illuminano l'edificio e lo circondano. Presumibilmente, il tetto in metallo è stato dipinto di verde perché non si voleva aspettare che il rame si ossidasse naturalmente.
L'interno è strutturato in maniera simile, in stile greco classico con mura di marmo tasio e un soffitto a cassettoni alto 12 metri fatto di legno bianco di quercia.
Una scultura di Xavier Corbero chiamata "Three Lawyers and A Judge" ("Tre avvocati e un Giudice") orna l'edificio al pari del capolavoro di Antoni Tàpies chiamato "Big Eyelids" ("La grande palpebra"). Bofill contribuì in seguito alla realizzazione della scultura intitolata "Twisted Columns"("Colonne contorte") che sembra galleggiare sopra una piscina. Dal 19 marzo 2007, United Airlines ha spostato i propri uffici da Elk Grove Village al numero 77 di West Wacker Drive. L'accordo prevede il diritto a dare il nome all'edificio. Microsoft è una delle società con più locali nell'edificio, occupa infatti diversi piani.
L'edificio è stato utilizzato per girare il film The Negotiator nel 1998.